# Lynchburg (Karolina Południowa)
Lynchburg – miasto w Stanach Zjednoczonych, w stanie Karolina Południowa, w hrabstwie Lee.